# Kongamato

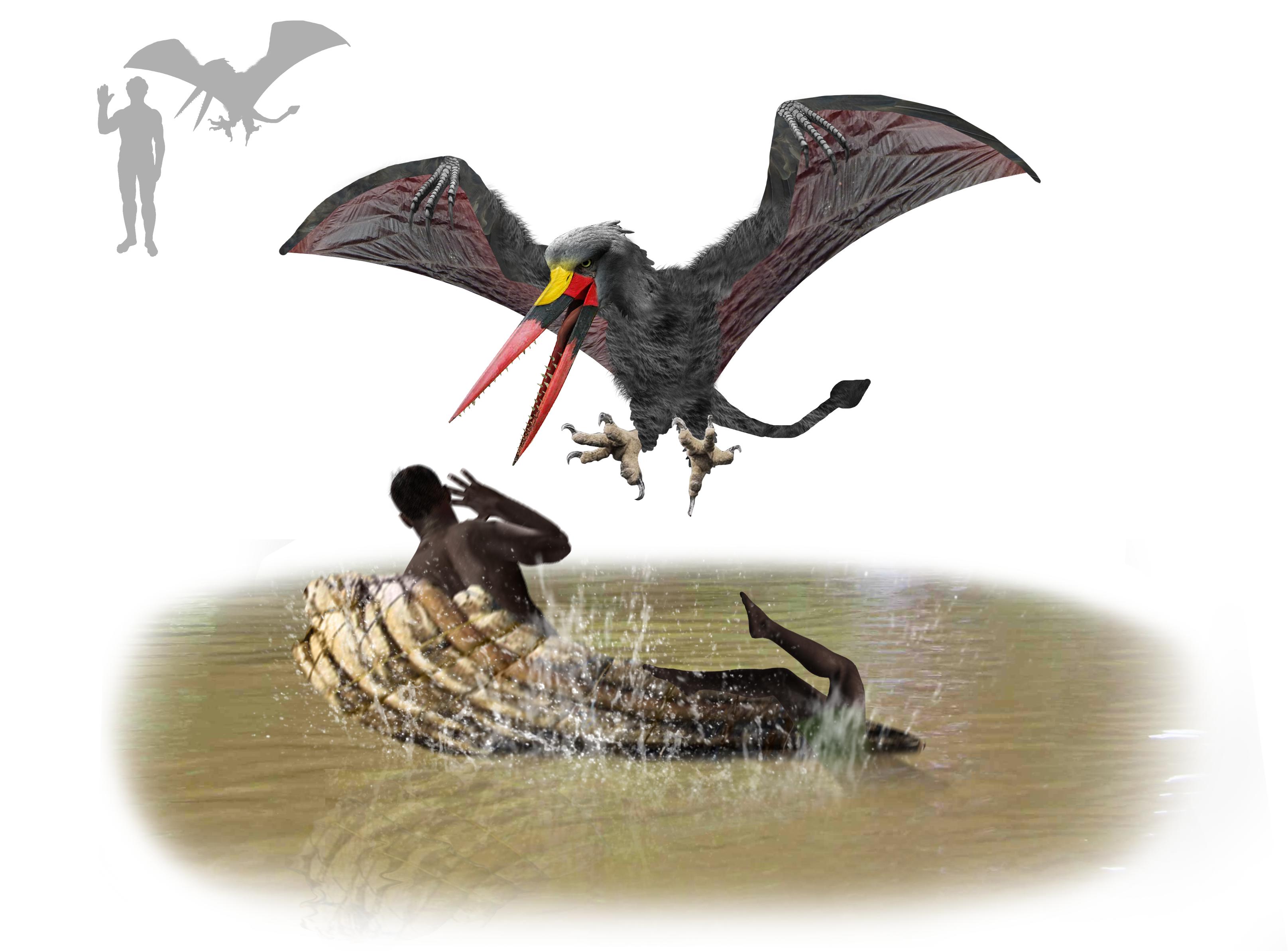

Il Kongamato è un criptide che deve la sua fama ad un libro pubblicato nel 1932 di Frank Melland, esploratore del periodo, in Zambia, in cui egli descrive questo essere.
Il kongamato è descritto da Melland e da numerosi testimoni come una grande creatura alata priva di peli o penne, con la pelle di colore rossastro oppure completamente nera, con becco appuntito, la sua descrizione ricorda i famosi Pterodattili, rettili volanti o pterosauri apparsi alla fine del periodo Triassico e che solcarono i cieli per oltre 65 milioni di anni, oppure può ricordare un drago o un pipistrello gigante.
Il kongamato è l'eponimo usato per il Kongamato Saxum, struttura geologica dell'asteroide 101955 Bennu.